# 3448 Narbut
3448 Narbut eller 1977 QA5 är en asteroid i huvudbältet som upptäcktes den 22 augusti 1977 av den rysk-sovjetiske astronomen Nikolaj Tjernych vid Krims astrofysiska observatorium på Krim. Den har fått sitt namn efter Heorhiy Narbut.
Asteroiden har en diameter på ungefär 5 kilometer och den tillhör asteroidgruppen Flora.